# A Fővárosi Állat- és Növénykert Kapuépülete
A Fővárosi Állat- és Növénykert Kapuépülete az intézmény egyik emblematikus épülete.

## Források

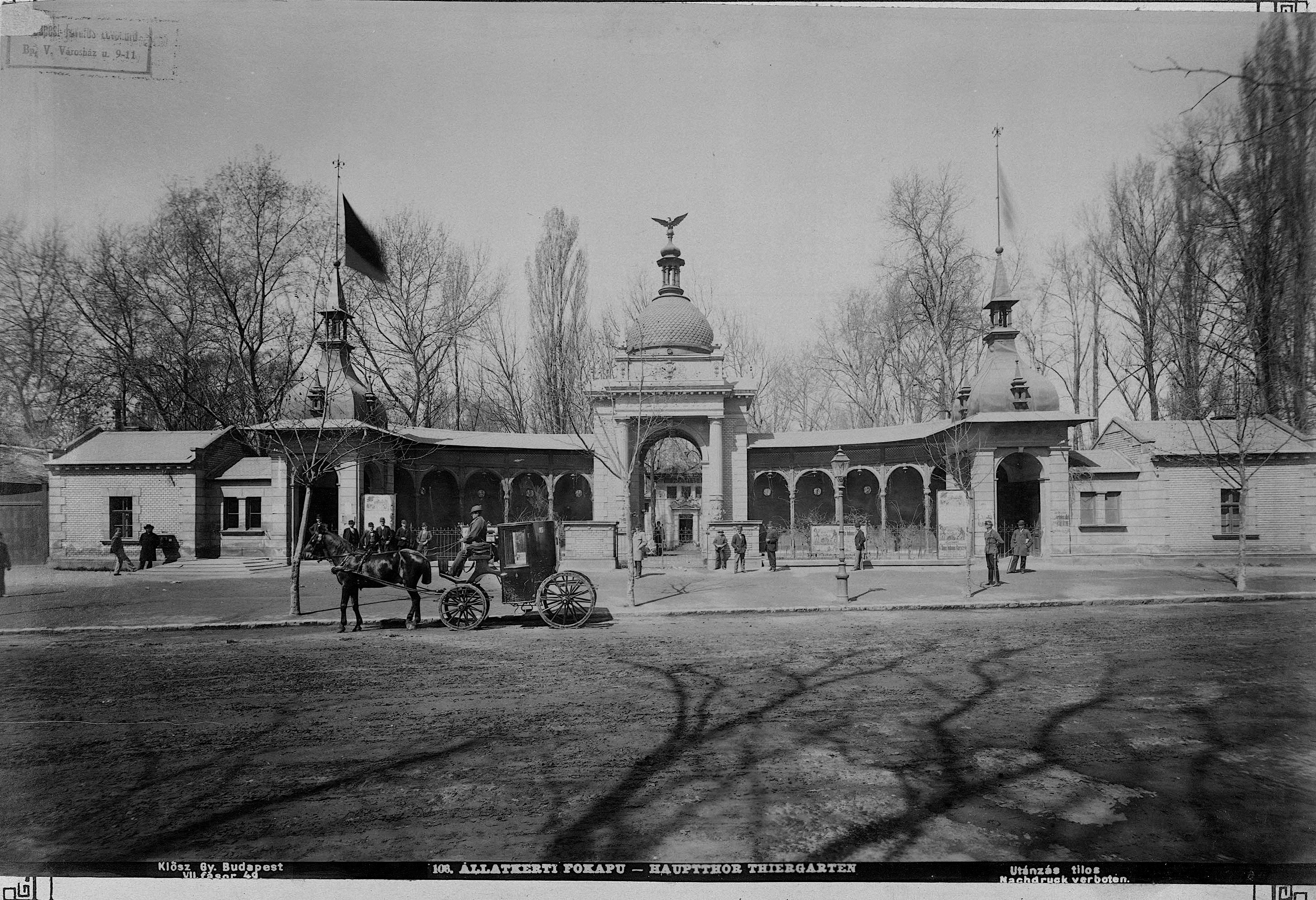
Az 1885-ös kapuépület

## Története
Hogy milyen volt az Állatkert első, 1866-os kapuja, korabeli ábrázolások hiányában nem ismert. Annyit lehet tudni, hogy 2 évtizeddel a megnyitás után, 1885-ben egy nagy díszes kaput építtetett a fenntartó Gerster Kálmán tervei alapján. Ez azonban idővel elhasználódott, és az 1900-as évek eleji nagy átrendezési munkálatok során elbontásra került. Az új kapu épületét 1912-re készítették el, tervezője – aki egyben az Elefántház tervezője is – Neuschloss Kornél volt. Kiemelendő, hogy Neuschloss önzetlen felajánlásként, ingyenesen tervezte meg szecessziós stílusban a kapuépületet és a hozzá tartozó épületrészeket, ugyanakkor felhasználta az előző épület alapjait.
Az évtizedek során a Főkapu az állatkert egyik szimbólumává vált. Többször esett át felújításon, az ezredforduló táján – fényképek tanulsága szerint – vakolata sárga színű volt. Legutóbbi teljes felújítására építésen 100. évfordulóján, 2012-ben került sor, ekkor visszanyerte régi fehér színét.
A Kapuépülethez tartozik mindkét oldalon kisebb irodákat magában foglaló épületrész is, ahol a jegyárusító helyek, illetve 2012-től az igazgatóság került elhelyezésre.

## Díszítése
A kapuépület egy központi kaputoronyból áll, amelyet négy-négy műkőből öntött kőelefánt és köztük ülő indiai idomárjaik (egy idősebb és egy fiatalabb) tartanak, ehhez két negyedköríves oldalszárny és ezek végén egy-egy irodaként és jegypénztárként működő épület áll.
A kaputornyot az Elefántházhoz hasonlóan Zsolnay kerámiával borított, cikkelyes álkupola fedi, amelynek középső részén jegesmedvék, legtetején pedig mandrillok figyelnek a világ minden égtája felé. A szobrok Maugsch Gyula alkotásai. A torony tetejére eredetileg egy nagyobb jegesmedve szobrot terveztek, ez azonban nem valósult meg, és napjainkban egy egytornyú vár modellje látható, ami az építtető Pest város címerére utal.
Figyelemre méltó még a kovácsoltvas kapu, illetve a trópusi hangulatú, a kapuív mentén végigfutó mozaik, amely Róth Miksa műhelyében készült.

## Képtár

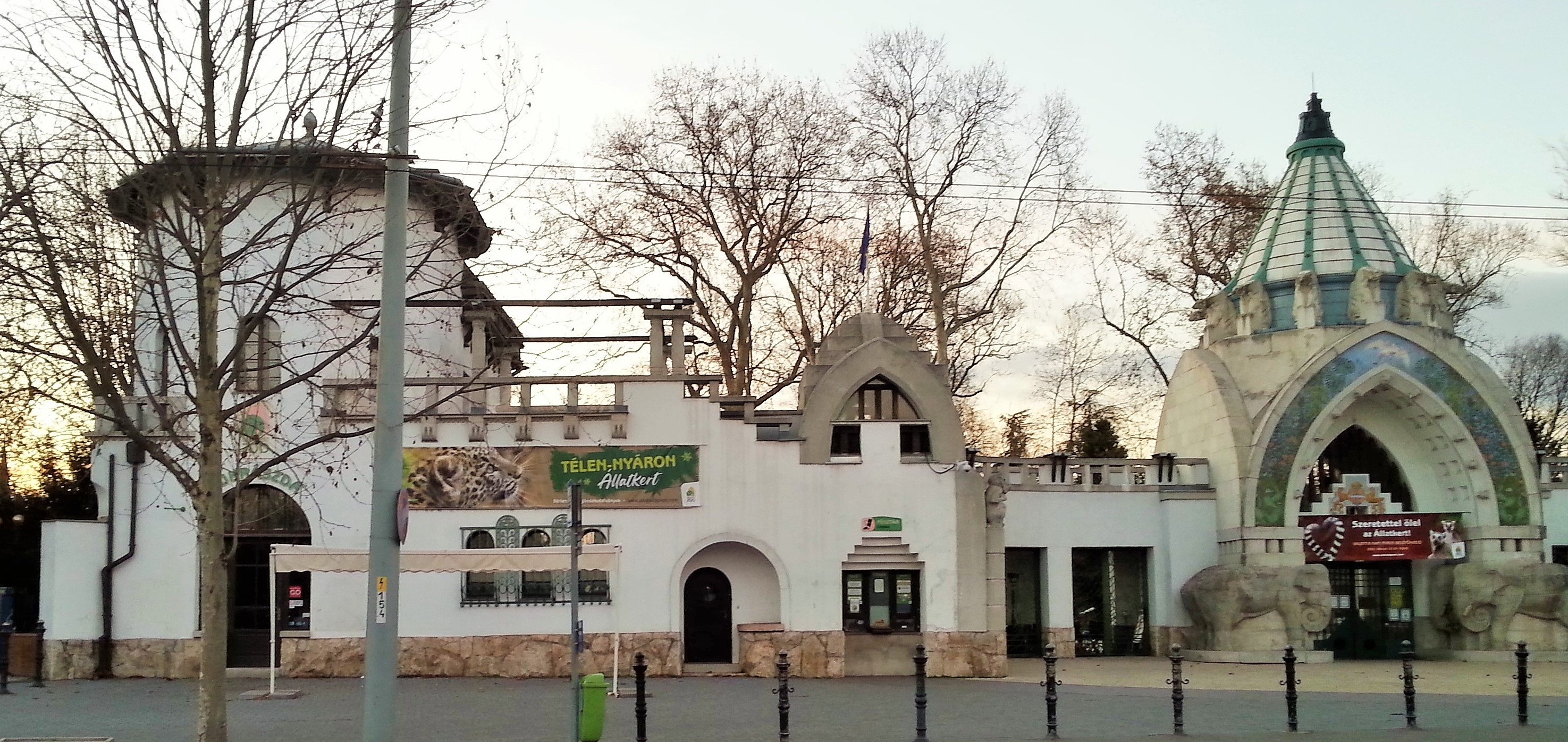
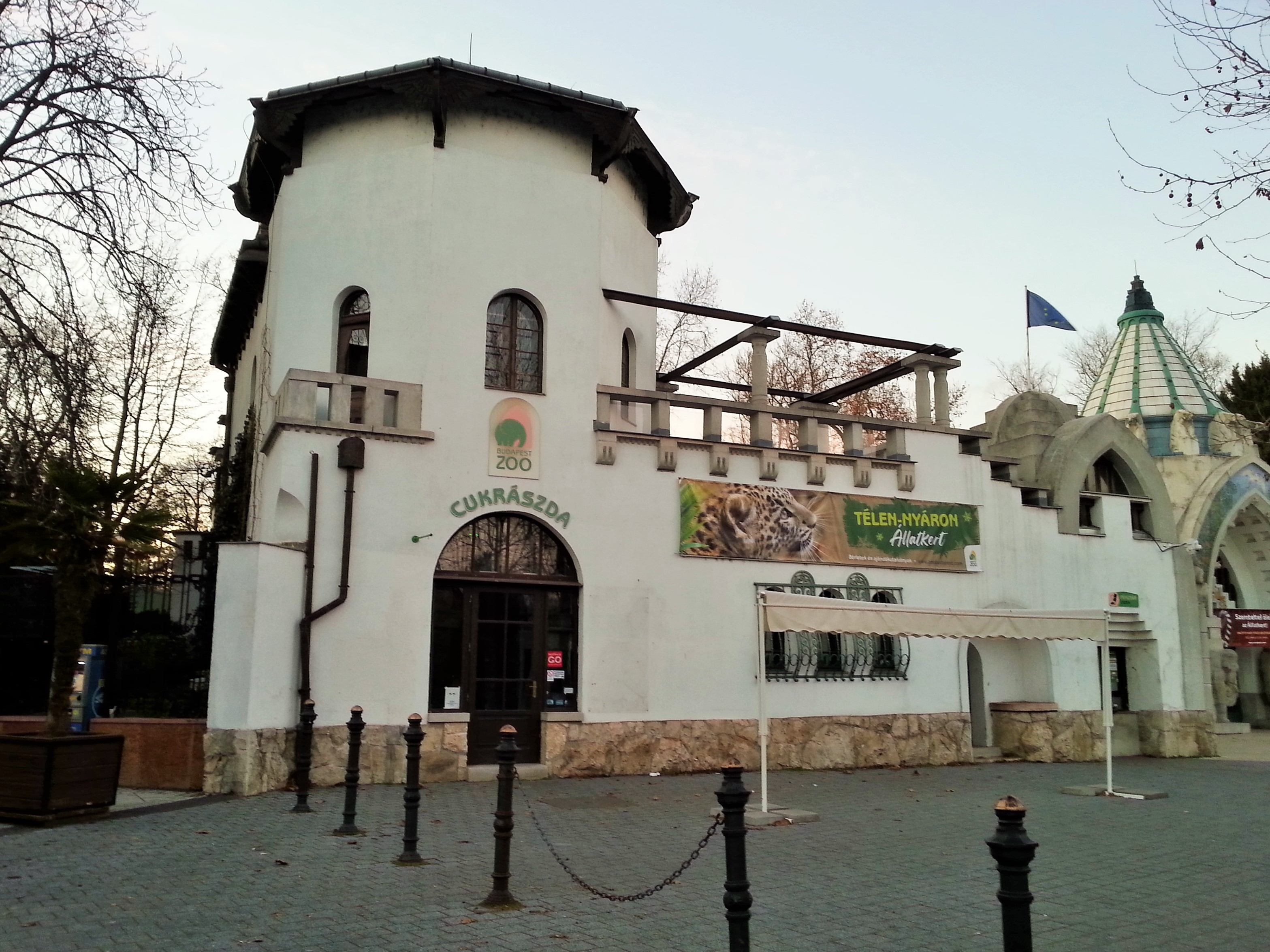
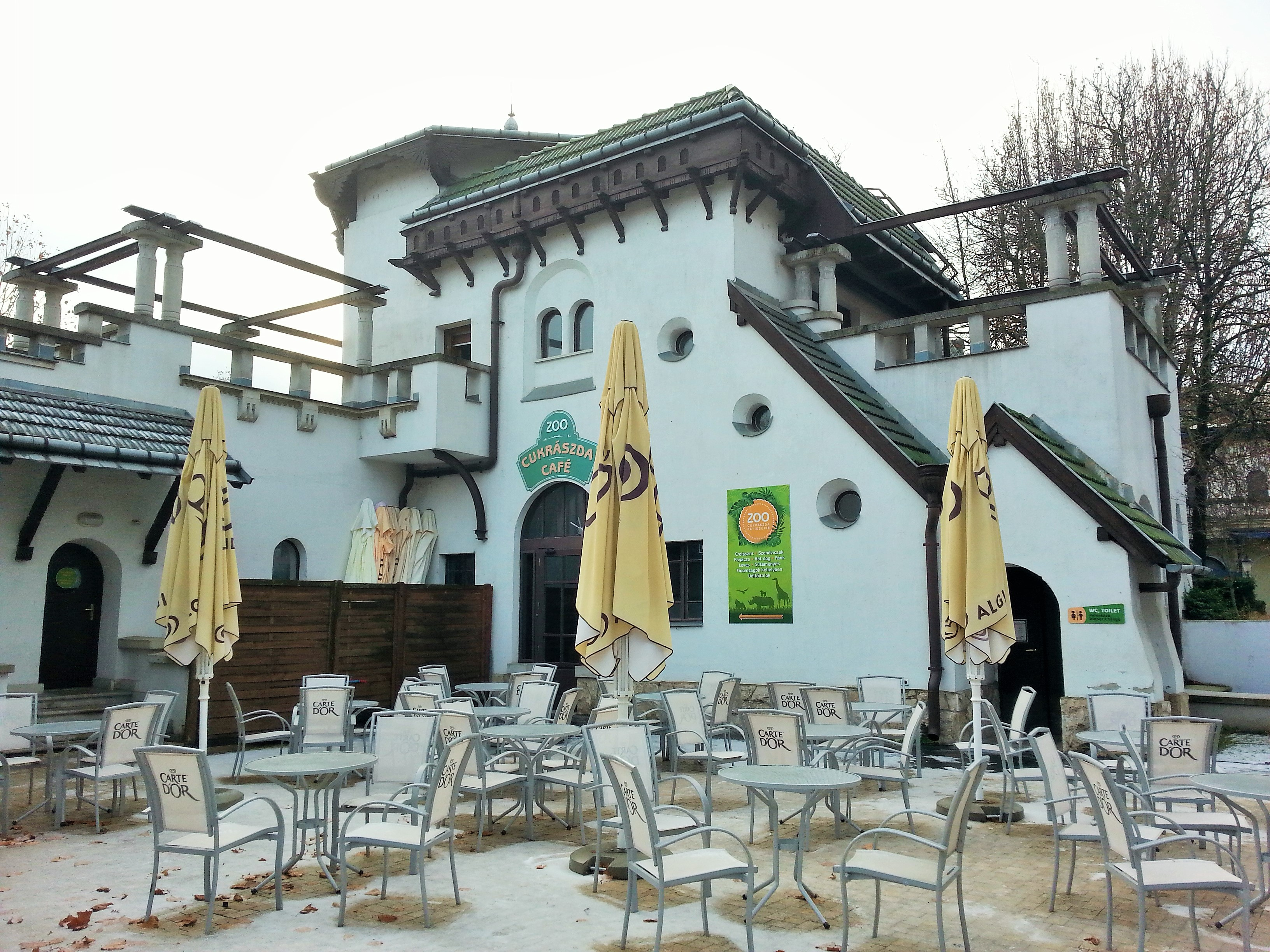
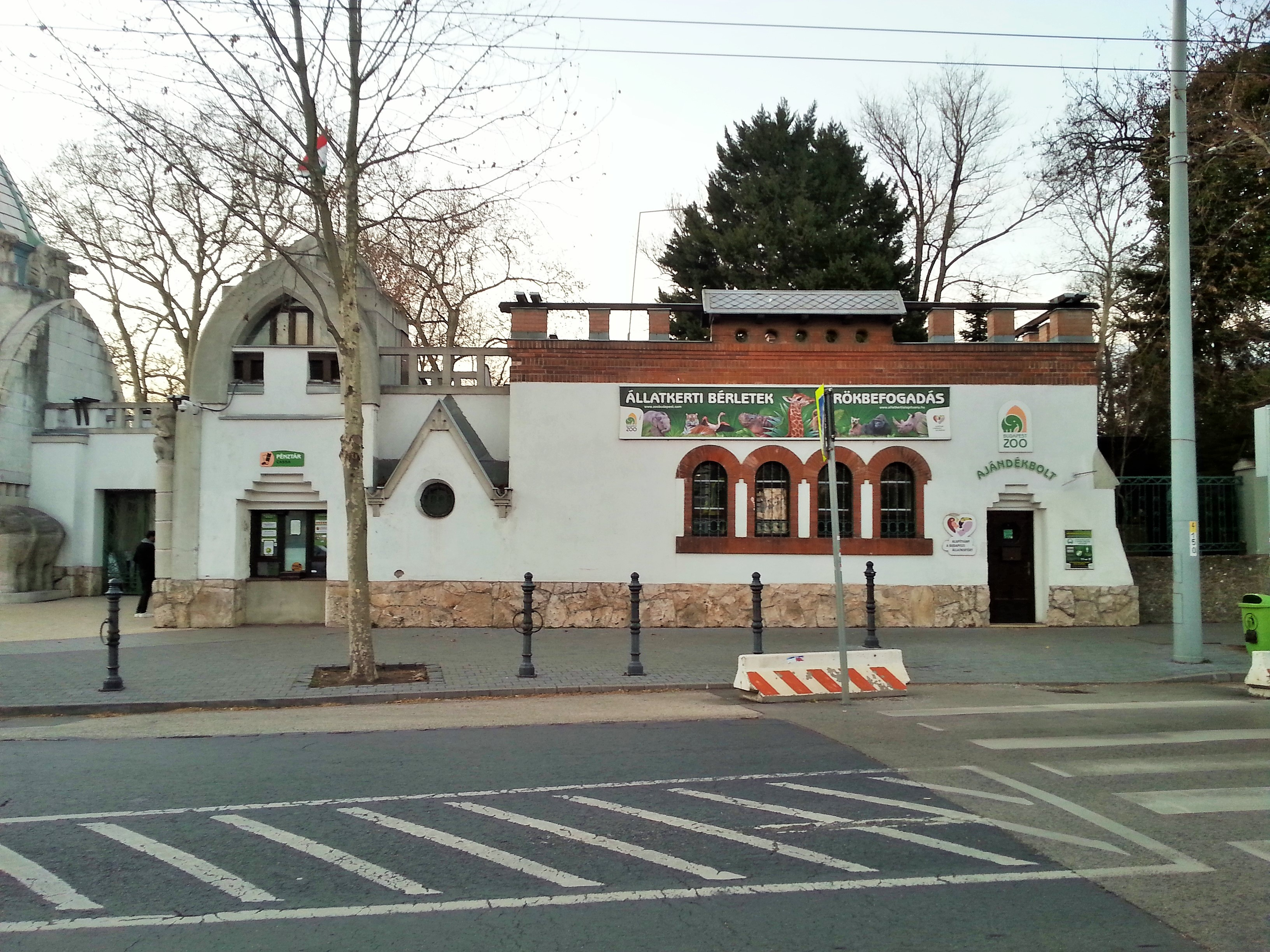
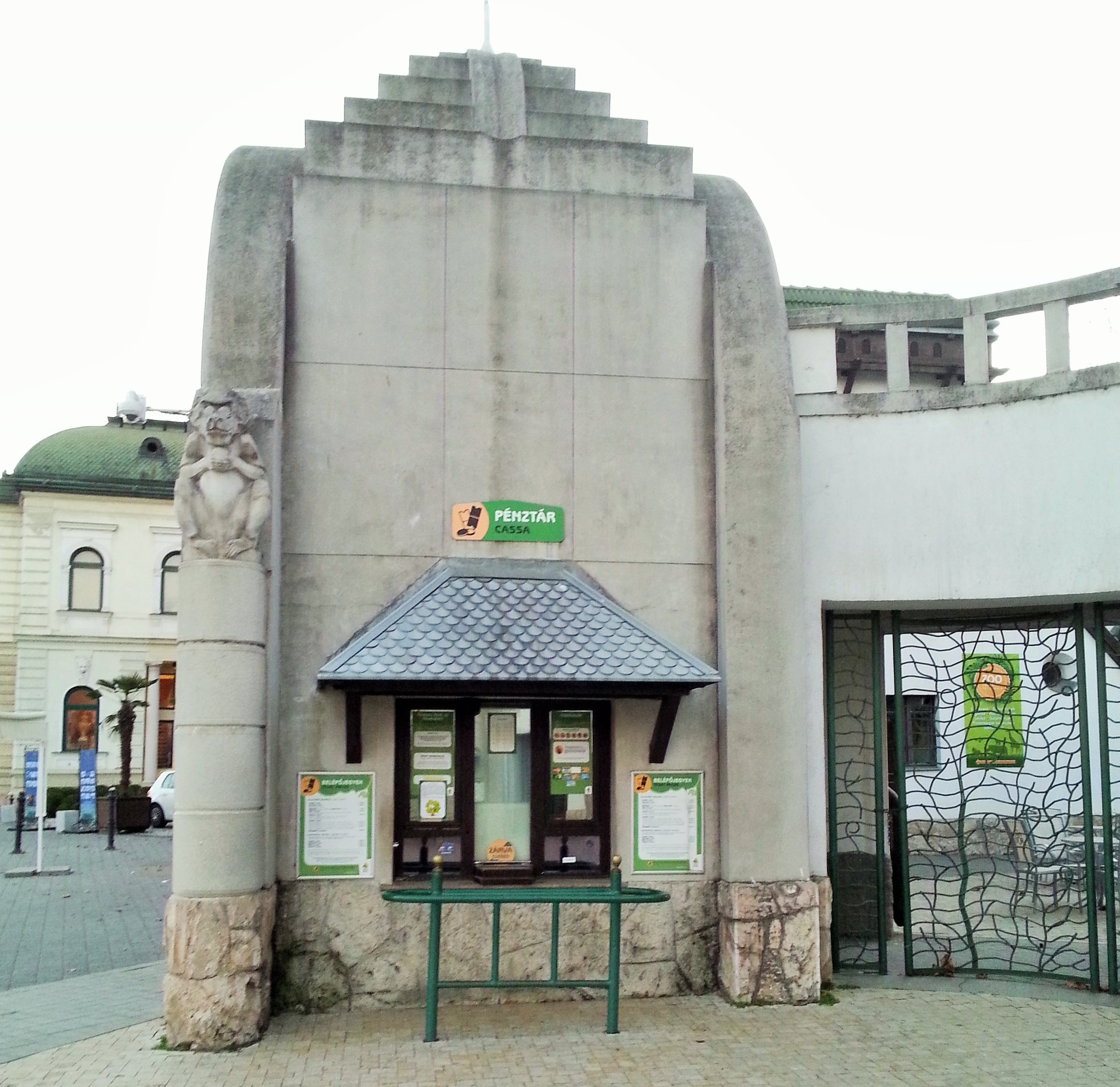
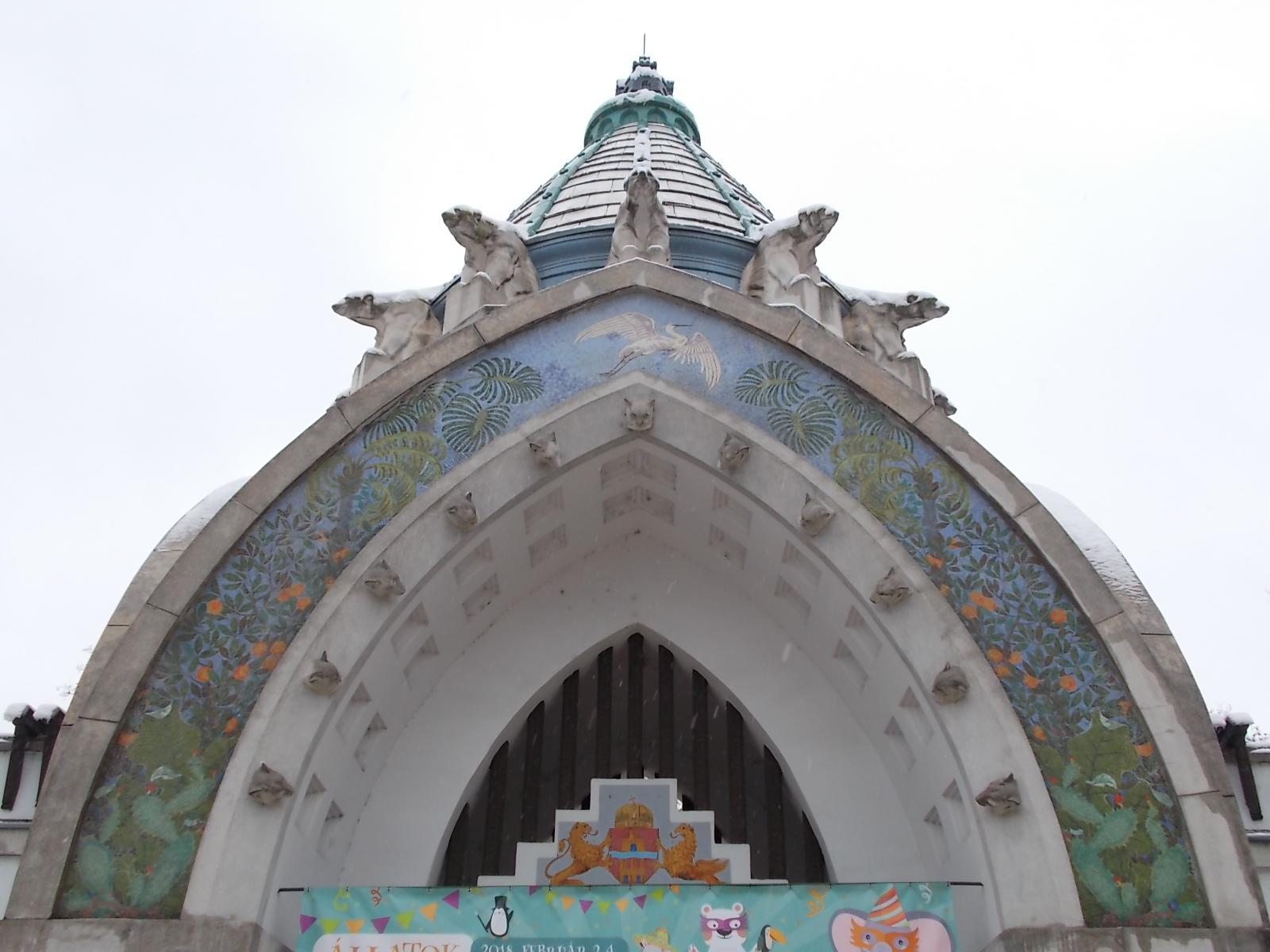
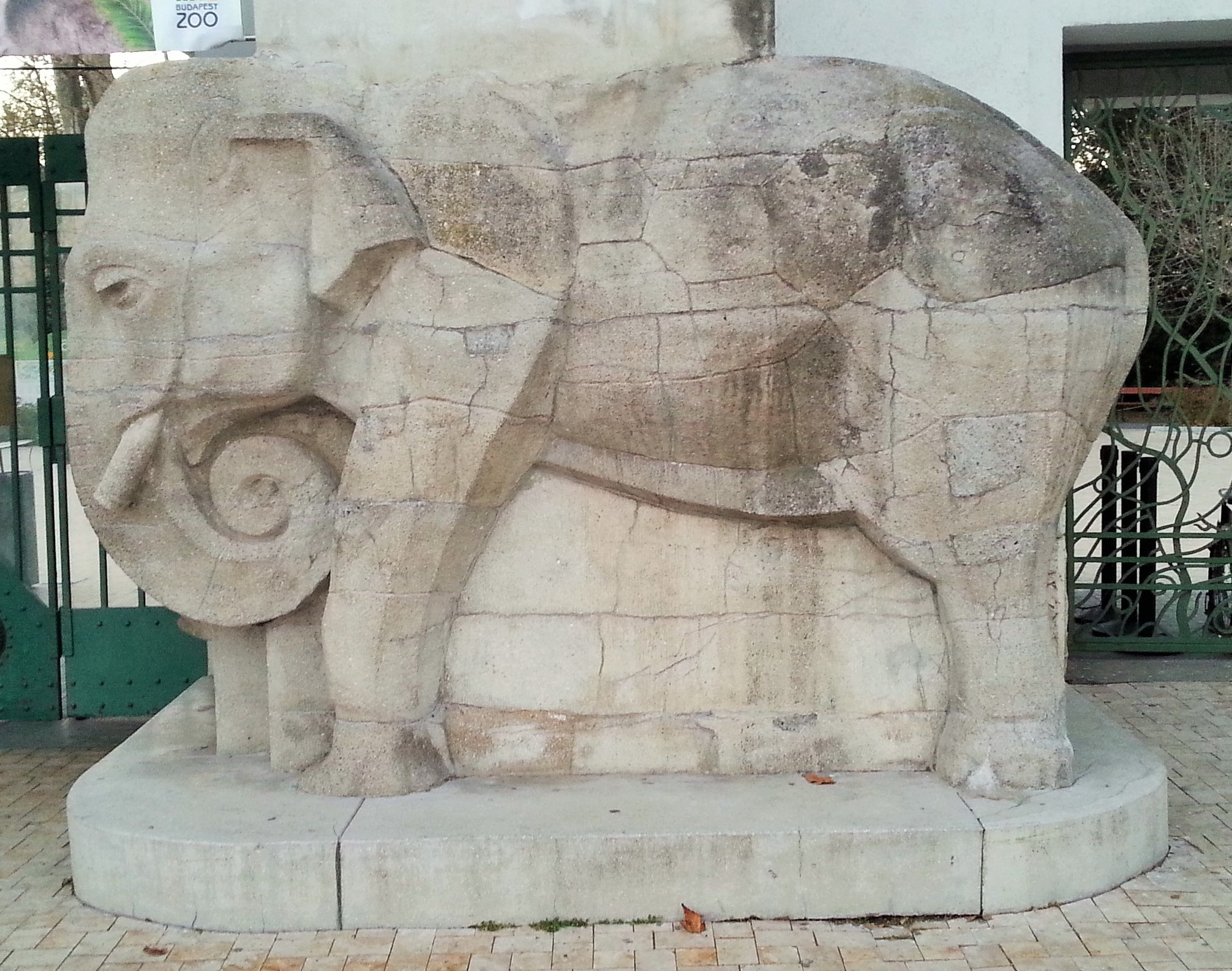
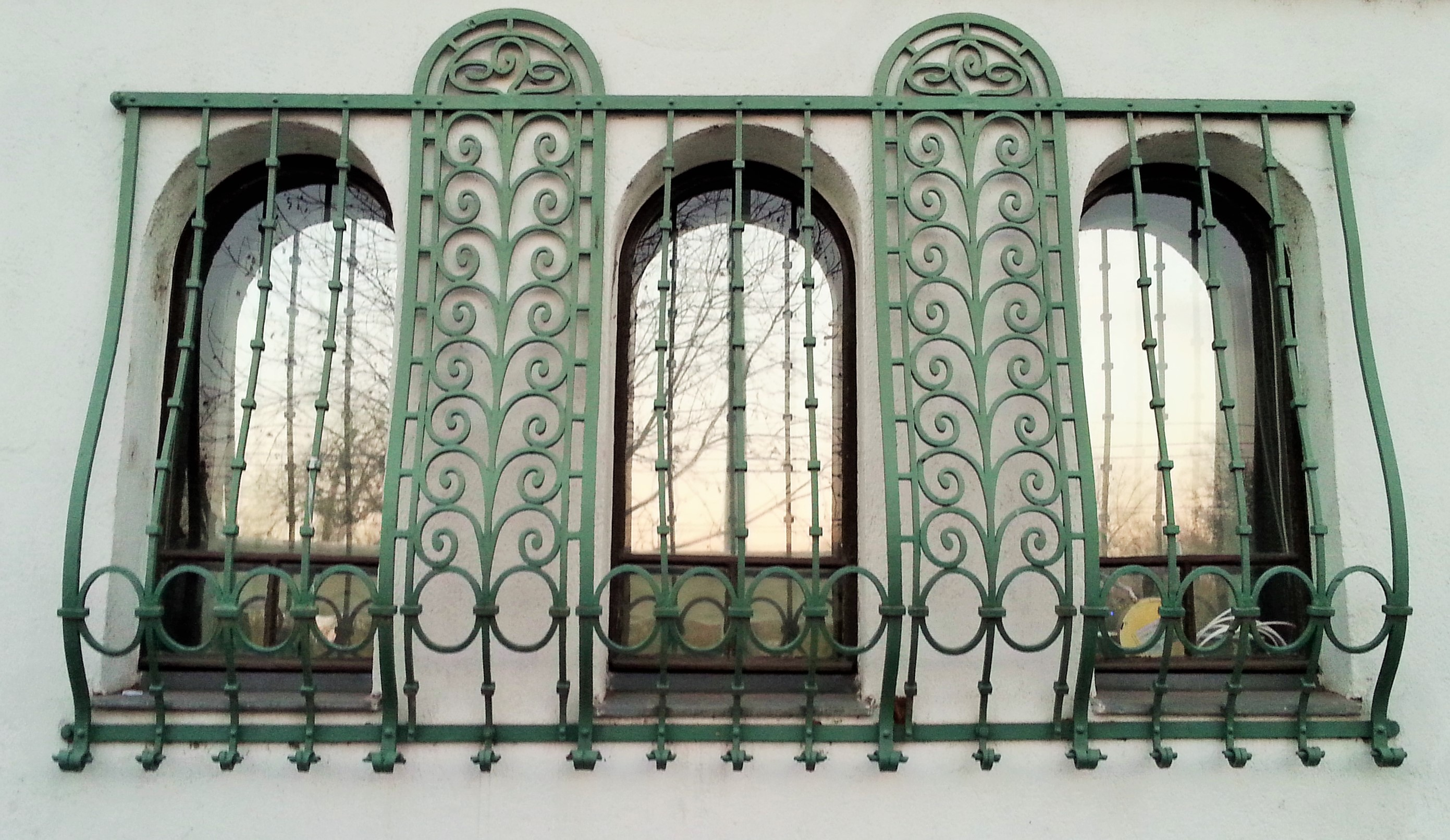
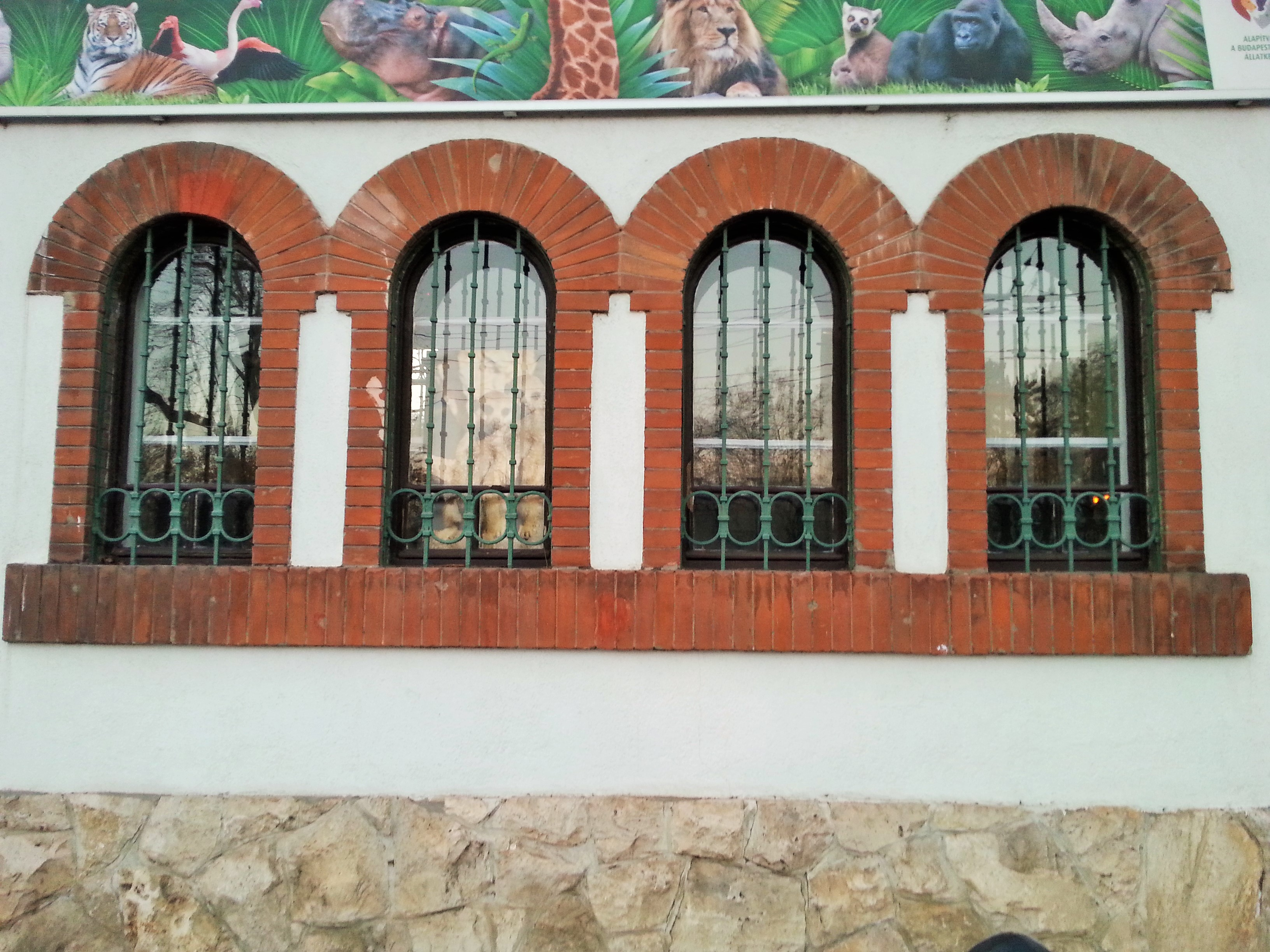
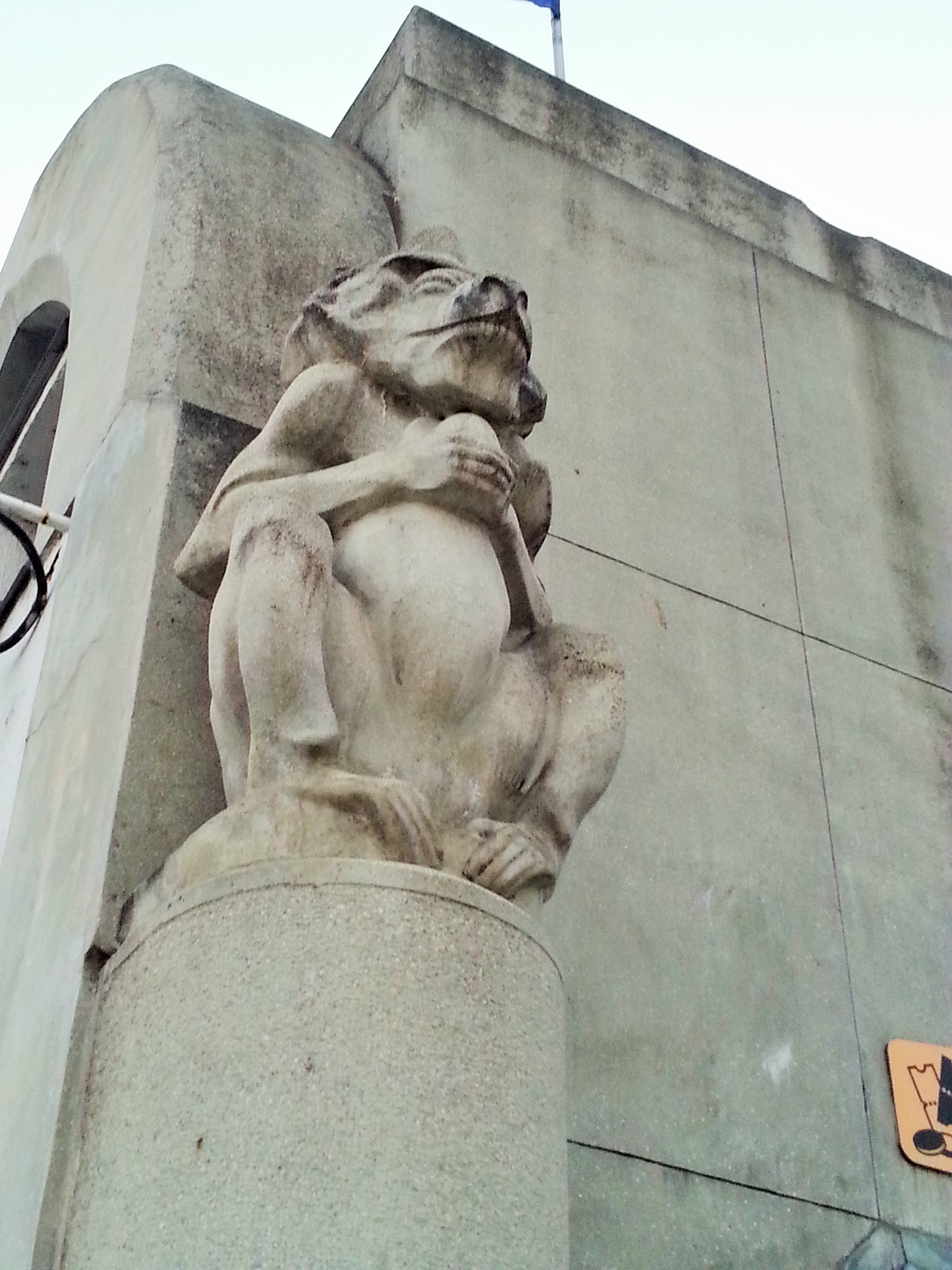
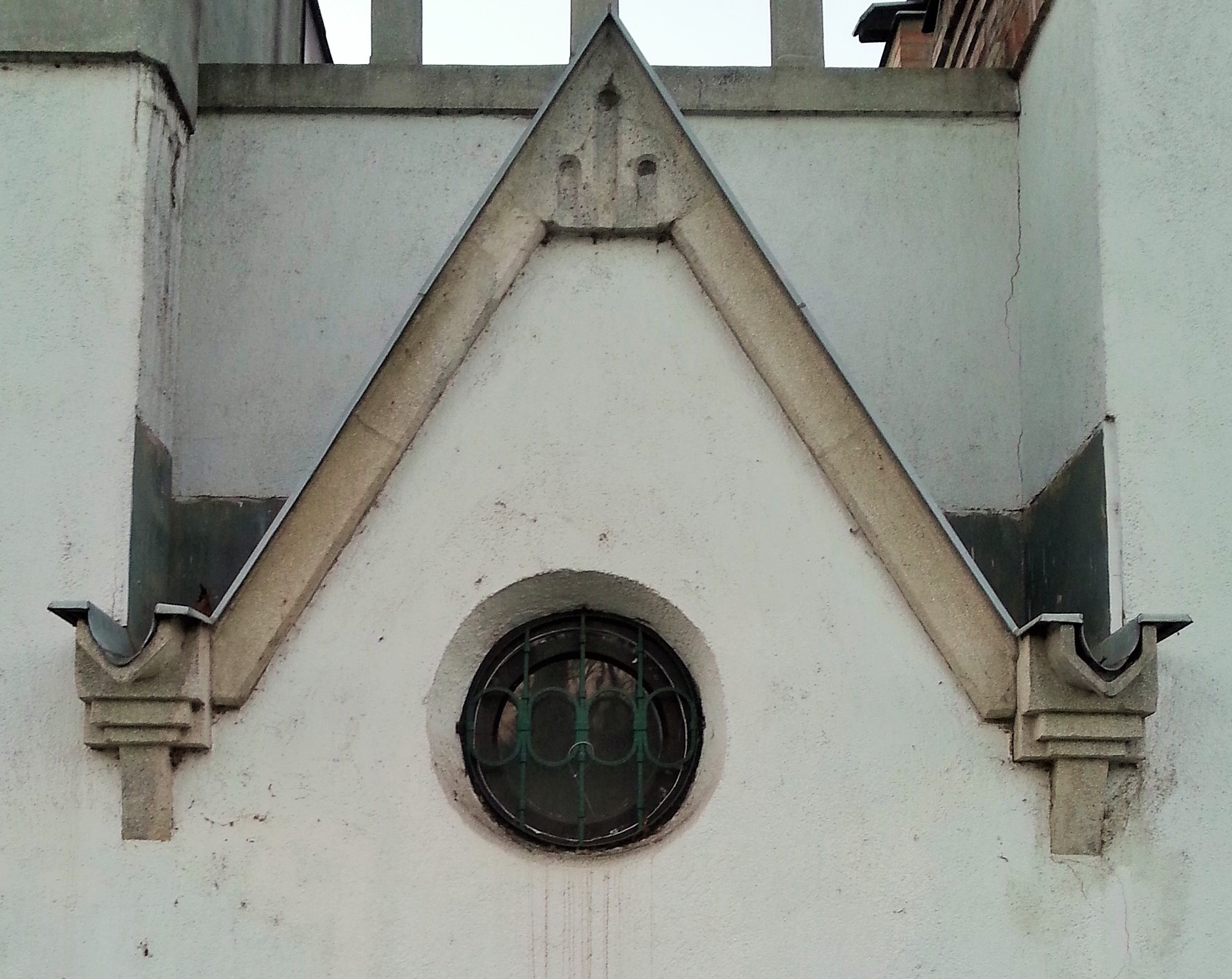
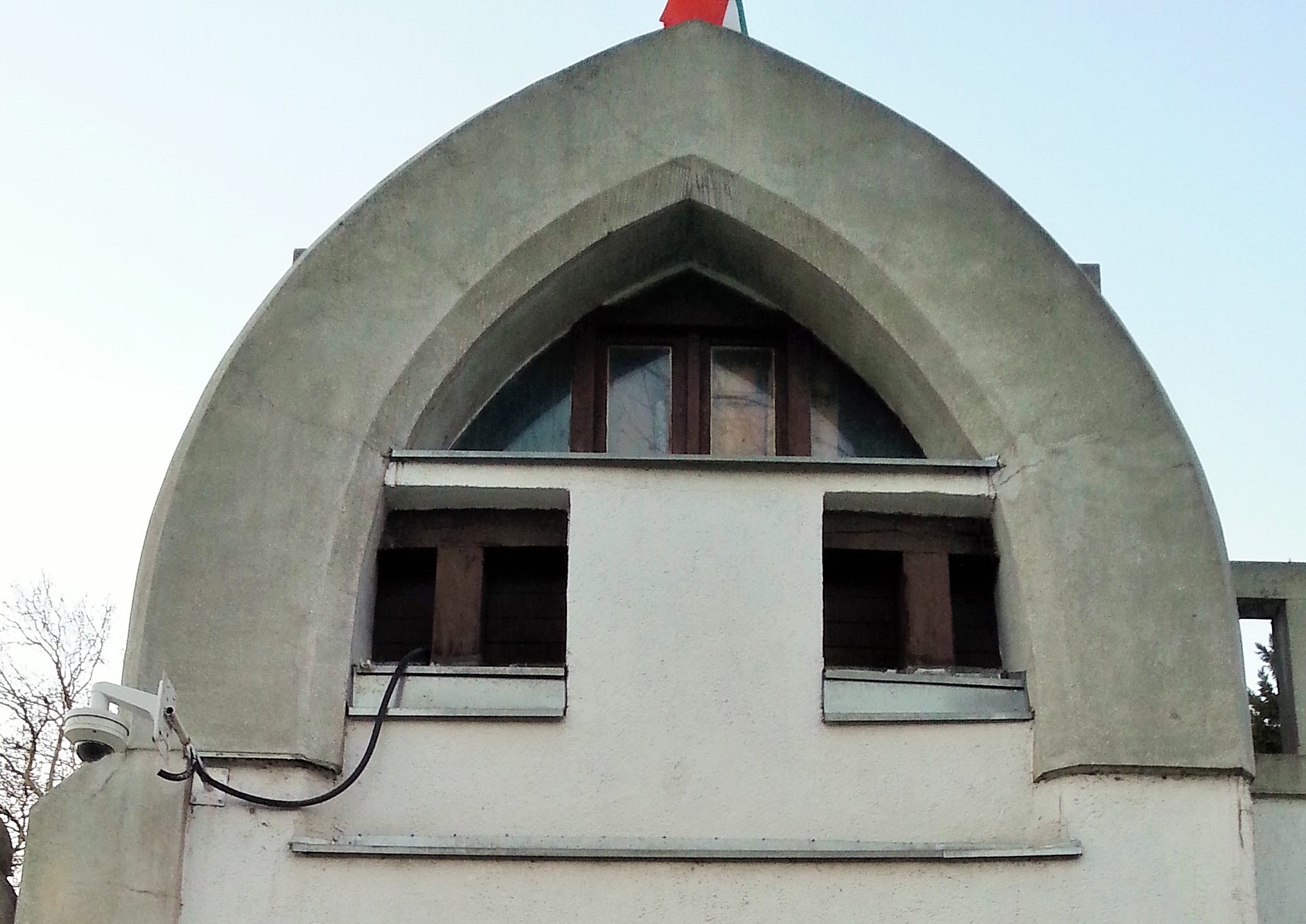

## Egyéb irodalom
- Hanga Zoltán: Állatkerti műemlékek, Fővárosi Állat- és Növénykert, Budapest, 2012, ISBN 978-963-88112-7-1, 22-27. o.